# 埃尔瑟朗日
埃尔瑟朗日（法語：Herserange，法語發音：[ɛʁsəʁɑ̃ʒ]）是法国默尔特-摩泽尔省的一个市镇，位于该省北部，属于布里埃区。

## 地理
埃尔瑟朗日（49°31'6"N, 5°47'3"E）面积3.54 平方千米，位于法国大東部大區默尔特-摩泽尔省，该省份为法国东北部内陆省份，是洛林的一部分，北邻比利时、卢森堡，北起顺时针与摩泽尔省、下莱茵省、孚日省和默兹省接壤。
与埃尔瑟朗日接壤的市镇（或旧市镇、城区）包括：欧库尔-穆莱讷、于西尼-戈德布朗日、隆拉维尔、隆维、梅克西、索讷。

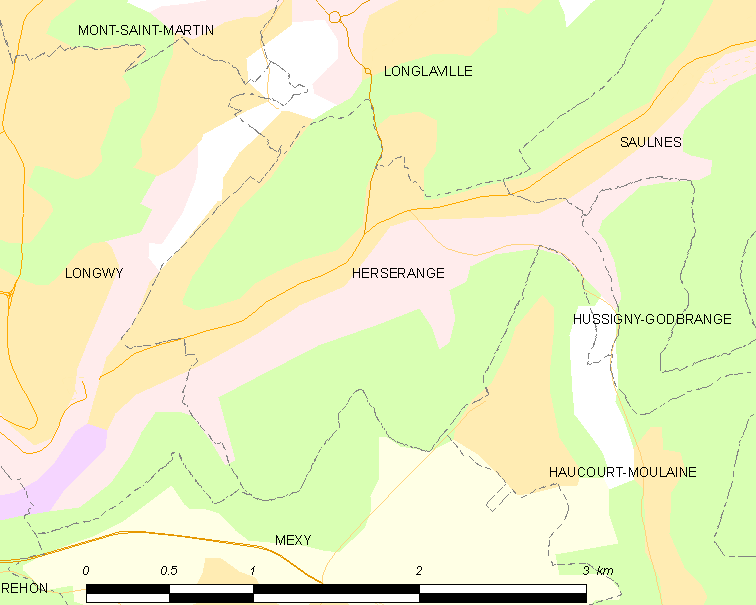
埃尔瑟朗日的OSM定位图

埃尔瑟朗日的时区为UTC+01:00、UTC+02:00（夏令时）。

## 行政
埃尔瑟朗日的邮政编码为54440，INSEE市镇编码为54261。

## 政治
埃尔瑟朗日所属的省级选区为隆维县。

## 人口

1962-2008年间埃尔瑟朗日人口变化图示

埃尔瑟朗日于2022年1月1日时的人口数量为4176人。